# Emirfakı, Uşak
Emirfakı là một xã thuộc huyện Uşak, tỉnh Uşak, Thổ Nhĩ Kỳ. Dân số thời điểm năm 2010 là 160 người.